# Rude Boy (Lied)
Rude Boy ist ein Lied der barbadischen R&B-Sängerin Rihanna. Es gehört den Genres Contemporary R&B, Pop und Dancehall an. Es wurde als dritte Single aus ihrem vierten Album Rated R veröffentlicht.

## Musikvideo

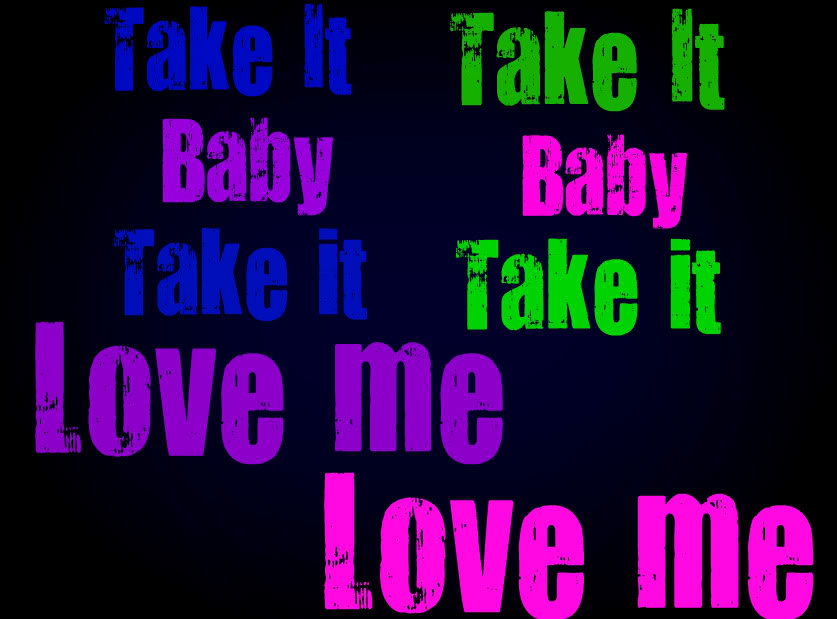
Ausschnitt des Musikvideos, auf dem ein Teil des Liedtextes zu sehen ist.

Die Regie zum Musikvideo führte Melina Matsoukas; es wurde im Januar 2010 in Hollywood, Los Angeles vor einem Greenscreen gedreht. Matsoukas führte schon die Regie zu Rihannas Lied Hard. Das Video hatte seine Premiere am 10. Februar 2010 auf VEVO. Laut eigenen Aussagen ist das Video zu Rude Boy Rihannas Lieblings Musikvideo.
Das Musikvideo basiert auf dem jamaikanischen Dancehall-Theme, mit Einflüssen von Keith Haring. In einigen Szenen tanzt Rihanna zusammen mit einem Tänzer. Das Video zeigt Rihanna in vielen verschiedenen Outfits, z. B. als Zebra.
Das Musikvideo hat viele Ähnlichkeiten mit M.I.A.s Video zu Boyz. Regisseurin Melina Matsoukas sagte: „Beide Videos sind super; das eine Video ist die Inspiration für das andere.“

## Liveauftritte
Rihanna sang Rude Boy in der The Ellen DeGeneres Show, die am 15. Februar 2010 ausgestrahlt wurde. Im Vereinigten Königreich sang Rihanna das Lied in der Alan Carr: Chatty Man Show am 25. Februar 2010 und GMTV am folgenden Tag. Am 3. März 2010 präsentierte Rihanna Rude Boy bei den ECHO Awards mit zwei Robotern in Berlin. Rude Boy gehörte außerdem zur Setlist von Rihannas „Last Girl on Earth Tour“.

## Rezeption
Am 17. Februar 2010 debütierte Rude Boy auf Platz 64 in den amerikanischen Billboard Hot 100. In der folgenden Woche erreichte das Lied Platz 23 und wurde Rihannas neunzehnter Top-40-Hit in den USA. In der dritten Woche erreichte das Lied Platz acht und wurde Rihannas vierzehnter Top-Ten-Hit, das machte sie zur Künstlerin mit den meisten Top-Ten-Hits seit dem Jahre 2000 in den USA, außerdem ist es ihr dritter Top-Ten-Hit aus dem Album Rated R. Am 18. März 2010 erreichte das Lied Platz eins in den Billboard Hot 100 und wurde die erfolgreichste Single von Rated R und Rihannas sechster Nummer-eins-Hit in den USA. Dies macht sie mit Paula Abdul und Diana Ross zur Künstlerin mit den drittmeisten Nummer-eins-Hits in der Geschichte der Hot 100.
Rude Boy verbrachte fünf Wochen auf Platz eins in den Hot 100 und ist Rihannas zweitlängster und erfolgreichster Nummer-eins-Hit in den USA, hinter Umbrella.
Rude Boy erreichte am 7. März 2010 Platz zwei der britischen Singlecharts, damit ist das Lied dort ihr zwölfter Top-Ten-Hit. Die Single wurde am 22. Juli 2013 für mehr als 600.000 verkaufte Exemplare mit Platin ausgezeichnet. In Kanada erreichte das Lied Platz sieben der Charts. In Irland erreichte Rude Boy Platz drei und ist dort schon Rihannas fünfzehnter Top-Ten-Hit. In Australien wurde Rude Boy am 7. März 2010 Rihannas vierter Nummer-eins-Hit und wurde Ende des Jahres mit Doppel-Platin für über 140.000 verkaufte Einheiten ausgezeichnet. Am 10. Oktober 2010 wurde das Lied in Neuseeland mit Platin für über 15.000 verkaufte Exemplare ausgezeichnet. In Belgien konnte der Song den dritten Platz der ultratop-Charts erklimmen und wurde für Verkäufe von mehr als 15.000 Einheiten mit der Goldenen Schallplatte ausgezeichnet.

### Charts und Chartplatzierungen
| ChartsChartplatzierungen       | Höchstplatzierung | Wochen |
| ------------------------------ | ----------------- | ------ |
| Deutschland (GfK)              | 4 (21 Wo.)        | 21     |
| Österreich (Ö3)                | 6 (20 Wo.)        | 20     |
| Schweiz (IFPI)                 | 5 (27 Wo.)        | 27     |
| Vereinigtes Königreich (OCC)   | 2 (36 Wo.)        | 36     |
| Vereinigte Staaten (Billboard) | 1 (22 Wo.)        | 22     |

| ChartsJahrescharts (2010)      | Platzierung |
| ------------------------------ | ----------- |
| Deutschland (GfK)              | 67          |
| Österreich (Ö3)                | 60          |
| Schweiz (IFPI)                 | 41          |
| Vereinigtes Königreich (OCC)   | 14          |
| Vereinigte Staaten (Billboard) | 15          |

### Auszeichnungen für Musikverkäufe
| Land/Region                  | Auszeichnungen für Musikverkäufe (Land/Region, Auszeichnung, Verkäufe) | Verkäufe  |
| ---------------------------- | ---------------------------------------------------------------------- | --------- |
| Australien (ARIA)            | 4× Platin                                                              | 280.000   |
| Belgien (BRMA)               | Gold                                                                   | 15.000    |
| Brasilien (PMB)              | 3× Platin                                                              | 180.000   |
| Dänemark (IFPI)              | Platin                                                                 | 90.000    |
| Deutschland (BVMI)           | Gold                                                                   | 150.000   |
| Frankreich (SNEP)            | —                                                                      | 103.100   |
| Italien (FIMI)               | Gold                                                                   | 15.000    |
| Neuseeland (RMNZ)            | Platin                                                                 | 15.000    |
| Schweiz (IFPI)               | Gold                                                                   | 15.000    |
| Spanien (Promusicae)         | Gold                                                                   | 30.000    |
| Südkorea (KMCA)              | —                                                                      | 118.338   |
| Vereinigte Staaten (RIAA)    | 5× Platin                                                              | 5.000.000 |
| Vereinigtes Königreich (BPI) | 2× Platin                                                              | 1.200.000 |
| Insgesamt                    | 5× Gold · 16× Platin ·                                                 | 7.211.438 |

Hauptartikel: Rihanna/Auszeichnungen für Musikverkäufe